# Oficyna pałacu w Dobrzycy
Oficyna pałacu w Dobrzycy – niewielki, zabytkowy, klasycystyczny budynek ogrodowy na terenie zespołu pałacowo-parkowego w Dobrzycy.  

## Historia
Oficynę wzniesiono około 1795 roku (lub wcześniej) na zlecenie ówczesnego właściciela majątku dobrzyckiego – generała Augustyna Gorzeńskiego. Projektantem był warszawski architekt doby Oświecenia, Stanisław Zawadzki. Oficyna była jedną z pierwszych budowli na terenie zespołu pałacowego w Dobrzycy. Wzniesiono ją z myślą o przyjeżdżających do Gorzeńskiego gościach, a także jako tymczasowe mieszkanie Gorzeńskich w okresie czasochłonnej budowy pałacu. Po roku 1835 pełniła bardziej utylitarne funkcje (m.in. mieściła się tam pralnia). Podczas II wojny światowej w oficynie urządzono przedszkole, a po roku 1945 w budynku zamieszkał nieznany bliżej Władysław Miedziński (do roku 1981). Wraz z przejęciem w 1981 roku całego zespołu pałacowego przez Urząd Wojewódzki w Kaliszu, w oficynie umieszczono biuro tworzonego w Dobrzycy muzeum.
Do końca XX wieku funkcjonowała hipoteza o symbolicznych związkach architektury oficyny, jak i całego zespołu pałacowo-parkowego, z ruchem wolnomularskim, w którego strukturach Augustyn Gorzeński pełnił bardzo wysokie funkcje. W starszych opracowaniach oficyna była więc opisywana m.in. jako miejsce, w którym – zgodnie z ideałami wolnomularskimi – „w oddaleniu i samotności wady wykorzeniać należy”. Porównywano ją nawet do wolnomularskiego Kamienia Ociosanego, jako symbolicznego celu lożowego doskonalenia. Jednak w początkach XXI wieku, w wyniku przeprowadzonych prac archeologicznych, bezpośrednie związki architektury zespołu dobrzyckiego z symboliką masońską zostały zakwestionowane.
Od roku 2009 w oficynie mieści się biblioteka Muzeum Ziemiaństwa w Dobrzycy.

## Architektura

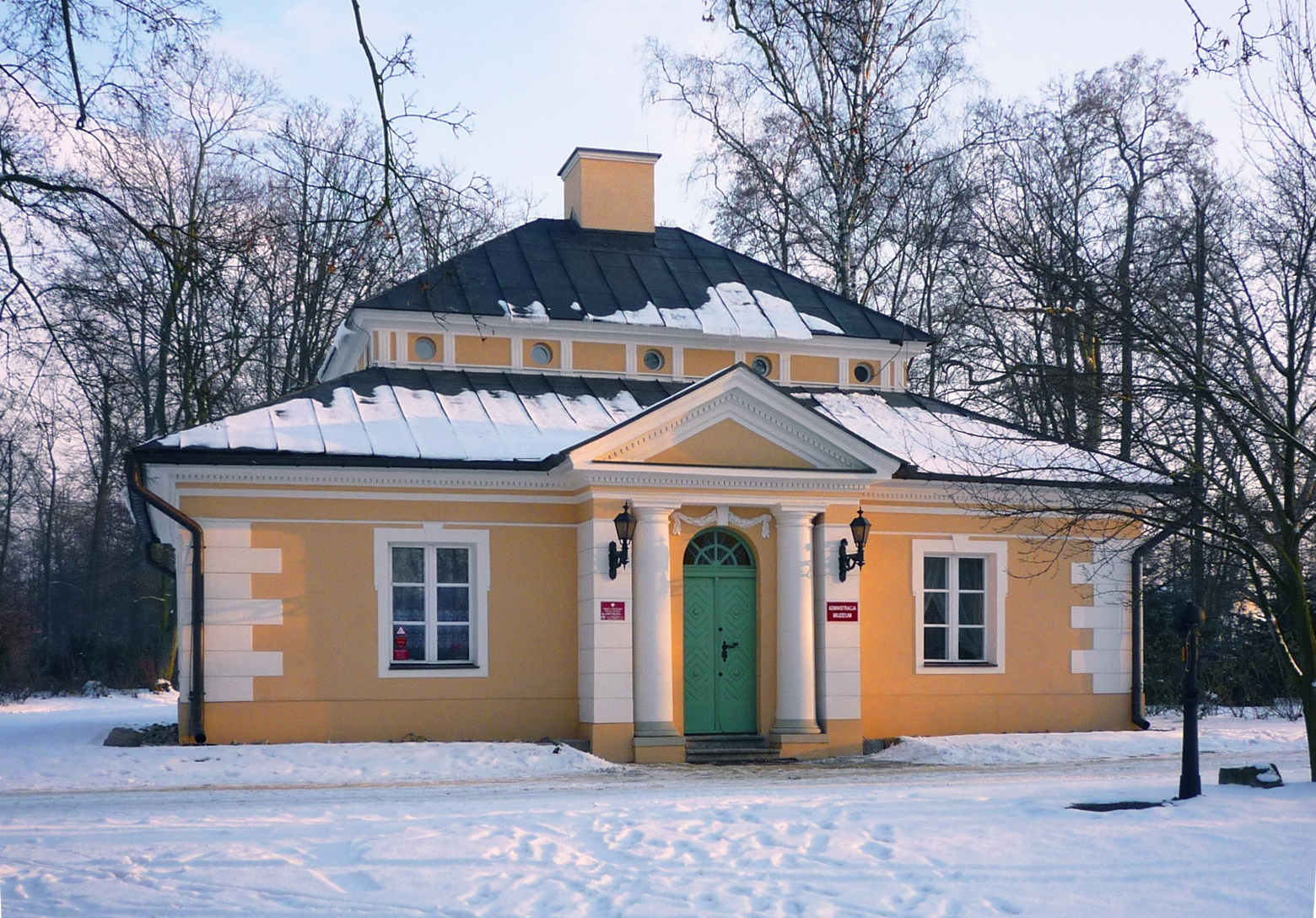
Oficyna pałacu w Dobrzycy.

Oficyna została założona na planie prostokąta w proporcjach 3:4. Jest to budynek parterowy z użytkowym poddaszem, trójosiowy z klatką schodową na osi centralnej i czterema symetrycznie rozstawionymi pomieszczeniami na osiach bocznych. Prowadzą do niego dwa identyczne wejścia – od strony północno-zachodniej i po stronie przeciwnej. Oba wejścia Stanisław Zawadzki uformował w charakterystyczny dla swojej twórczości sposób, poprzez zastosowanie niewielkiego portyku z parą przylegających do ściany kolumienek oraz trójkątnego tympanonu nad wejściem. Symetryczne elewacje są tynkowane, zwieńczone podokapowym gzymsem kostkowym, z boniowanymi narożami i ryzalitami.
Budowla jest utrzymana w stylu klasycystycznym, jednak z uwzględnieniem rodzimych, polskich rozwiązań architektonicznych, takich jak łamany dach krakowski ze ścianką kolankową (identyczną konstrukcją Zawadzki nakrył oficyny pałacu w Śmiełowie).
Oficyna w Dobrzycy, choć niewielkiej skali, funkcjonuje w historii architektury polskiej jako przykład budowli o doskonałych, mistrzowskich proporcjach, które Zawadzki wypracował „niezwykle starannie” i z „dyskretnym” zastosowaniem szczegółu architektonicznego.